# Saint-Pierre-du-Vauvray

Saint-Pierre-du-Vauvray este o comună în departamentul Eure, Franța. În 1 ianuarie 2022 avea o populație de 1.231 de locuitori.